# Torneo di Cannes
Il Torneo di Cannes (in francese Tournoi Juniors U-18 de Cannes) è stata una competizione calcistica internazionale organizzata a cadenza annuale. Si svolgeva a Cannes tra i mesi di marzo e aprile.

## Storia
La competizione, a carattere amichevole e riservata a giocatori Under-18, si tenne per la prima volta nell'aprile del 1950. A prendervi parte vi erano squadre di club provenienti da paesi europei. Le prime edizioni, sino al 1967, furono disputate tra club (eccettuata quella del 1951), mentre dal 1969 alla manifestazione furono ammesse anche selezioni nazionali. Dopo il 1986, in seguito alla vittoria della Selezione della Costa Azzurra, il torneo non fu più disputato.

## Edizioni
| Anno | Vincitore            | Punteggio della finale | Finalista            |
| ---- | -------------------- | ---------------------- | -------------------- |
| 1950 | Tottenham            | ?-?                    | IFK Norrköping       |
| 1951 | Jugoslavia U-18      | 3-2                    | Austria U-18         |
| 1952 | Atalanta             | 6-2                    | Cannes               |
| 1953 | Bayern Monaco        | 3-1                    | Cannes               |
| 1954 | Dep. Barcellona      | 5-1                    | Lilla                |
| 1955 | Milan                | 3-0                    | Stade Reims          |
| 1956 | Sheffield Weds       | 2-0                    | Norimberga           |
| 1957 | Cannes               | 0-0                    | Fiorentina           |
| 1958 | Lazio                | 2-1                    | Norimberga           |
| 1959 | Chelsea              | 2-1                    | Lazio                |
| 1960 | Monaco               | 4-2                    | Chelsea              |
| 1961 | Chelsea              | 1-0                    | Cannes               |
| 1962 | Cannes               | 1-0                    | Chelsea              |
| 1963 | Chelsea              | 2-0                    | Tevere Roma          |
| 1964 | Milan                | 2-0                    | Cannes               |
| 1965 | ADO Den Haag         | 3-1                    | Rapid Vienna         |
| 1966 | Cannes               | 4-1                    | Vasas                |
| 1967 | Barcellona           | 0-0                    | Cannes               |
| 1968 | Torneo non disputato | Torneo non disputato   | Torneo non disputato |
| 1969 | Romania U-18         | 1-0                    | Francia U-18         |
| 1970 | Francia U-18         | 3-1                    | Portogallo U-18      |
| 1971 | Brasile U-18         | 2-0                    | Francia U-18         |
| 1972 | Brasile U-18         | 2-1                    | Argentina U-18       |
| 1973 | Brasile U-18         | 3-2                    | Paesi Bassi U-18     |
| 1974 | Brasile U-18         | 3-1                    | Paesi Bassi U-18     |
| 1975 | Messico U-18         | 2-0                    | Polonia U-18         |
| 1976 | Scozia U-18          | 1-0                    | Francia U-18         |
| 1977 | Bulgaria U-18        | 1-0                    | Francia U-18         |
| 1978 | Paesi Bassi U-18     | 1-0                    | Messico U-18         |
| 1979 | Uruguay U-18         | 1-0                    | Costa Azzurra        |
| 1980 | Francia U-18         | 5-0                    | Italia U-18          |
| 1981 | Paesi Bassi U-18     | 0-0 (4-3 dcr)          | Italia U-18          |
| 1982 | Francia U-18         | 1-0                    | Inghilterra U-18     |
| 1983 | Francia U-18         | 0-0 (3-1 dcr)          | Italia U-18          |
| 1984 | Francia U-18         | 2-1                    | Inghilterra U-18     |
| 1985 | Italia U-18          | 2-1                    | Danimarca U-18       |
| 1986 | Costa Azzurra        | 2-1                    | Inghilterra U-18     |